# 장광수
장광수(張光洙, 1957년3월12일~)는 대한민국의 공공기관장이다 경북고, 경북대를 졸업한 후 1980년에 제24회 행정고등고시에 합격했으며 행정안전부, 한국정보화진흥원,행정안전부 정부통합센터,카이스트 등등 다양한 곳에서 근무하였다.

## 학력사항
2008 ~ 2011
중앙대학교 국제대학원 국제학 박사
1996 ~ 1998
런던대학교 정치경제대학원 과학사회학 석사
1977 ~ 1981
경북대학교 행정학 학사
1974 ~ 1977
경북고등학교

## 경력
2017
전자정부 명예의 전당 헌정
2016.10 ~
제1대 울산정보산업진흥원 원장
2015.08 ~
행정자치부 공적심사위원회 민간위원
2015.07 ~
포럼빅데이터미래 회장
2015.03 ~
카이스트 기술경영학부 초빙교수
2014.06 ~ 2014.12
중앙공무원교육원 정책자문위원회 자문위원
2014.02 ~ 2014.12
한국정보처리학회 2014년도 학술대회 대회장
2013.12 ~ 2014.12
공공데이터전략위원회 위원
2013.11 ~ 2014.11
미래창조과학부 빅데이터자문위원회 자문위원
2013.08 ~ 2014.12
한국정보화진흥원 원장
2013.08 ~ 2014.12
미래창조과학부 국가초고성능컴퓨팅위원회 위원
2011.01 ~ 2014.12
한국정보처리학회 부회장
2010.12 ~ 2011.10
국가정보화전략위원회 실무위원회 실무위원
2010.12 ~ 2013.03
국무총리실 정보기반보호위원회 실무위원
2010.12 ~ 2013.03
행정안전부 정보화전략실 실장
2009.12 ~ 2010.12
행정안전부 정부통합센터 센터장
2009.08 ~ 2010.02
서울대학교 행정대학원 정보통신방송정책과정 수료
2009.02 ~ 2013.05
IT전문가협회 기획이사
2008.05 ~ 2013.05
정보보호책임관(CSO)협의회 자문위원
2008.05 ~ 2009.11
행정안전부 정부화전략실 정보기반정책관
2008.03 ~ 2013.05
국무총리실 개인정보심의위원회 위원
2008.03 ~ 2008.05
행정안전부 정보화전략실 정보보호정책관
2007.11 ~ 2008.02
정보통신부 광주통합센터 센터장
2007.01 ~ 2007.11
정보통신부 제2정부통합센터추진단 단장
2005.08 ~ 2006.08
정보통신부 미국 조지워싱턴대학 국제과학기술센터 객원연구원
2004.08 ~ 2005.08
정보통신부 강원체신청 청장
2004.05 ~ 2004.08
정보통신부 정보화기획실 정보보호정책과장
2003.04 ~ 2004.05
정보통신부 정보통신진흥국 통신기획과장
2000.08 ~ 2003.04
정보통신부 정보화기획실 인터넷정책과장
1999.10 ~ 2000.03
정보통신부 정보화기획실 정보화기반과장
1998.09 ~ 1999.09
국무총리실 경제행정조정관실 정보통신과장
1995.05 ~ 1996.07
정보통신부 정보통신지원국 서기관
1993.10 ~ 1994.12
체신부 정보통신국 행정사무관
1988.01 ~ 1993.10
경제기획원 물가정책국 행정사무관
1982.04 ~ 1985.12
국세청 행정사무관
1980

##### 수상
2017
행정안전부 전자정부를 빛낸 50선 인물분야
2012
홍조근정훈장 (UN전자정부평가 2연패 달성 유공)
2010
한국IT서비스학회 IT서비스 공로상
2010
서울대학교 행정대학원장 표창 (우수수료 논문상)
2000
정보통신부 장관급 표창 (업무유공)
1993
근정포장 (물가안정 유공)
1991
경제기획원 장관급 표창 (업무유공)

### U.N 전자정부 평가 2연패 달성 (2012)
2012년 6월 25일 낮12시 미국 뉴욕 UN 본부에서 열린 '제30회 UN 공공행정의 날 기념식'에서 UN 전자정부 글로벌 대상을 수상했다

### 전자정부 명예의 전당 헌정 (2017)
울산정보산업진흥원 장광수 원장이 행정안전부의 전자정부 50주년 기념'전자정부를 빛낸 50선'에 선정돼 다음달 1일 전자정부 50주년 기념식 행사(코엑스)에서 기념패를 수여받고 전자정부 50년사 홍보관의 전자정부 명예의 전당에 헌정되었다
31일 진흥원에 따르면 행정고시 24회 출신으로 공직에 입문한 장 원장은 행안부 정보화전략실장, 정부통합전산센터장을 역임하며 한국이 UN 전자정부평가에서 2년 연속 1위를 달성하는 공적 등을 인정받아 수상하게 됐다.
장 원장은 특히 행안부 정보화전략실장 재직 당시 UN 전자정부평가 2년 연속 1위 달성,  스마트전자정부 5개년 계획 및 국가정보화 5개년 계획 수립·추진,  국가 Giga 인터넷 확산, 공공정보개방 및 활용 인프라 구축, 수요자 중심 맞춤형 전자정부서비스 개발 및 빅데이터 미래전략센터 설립 등을 통해 차세대 전자정부 기반을 마련했다.
또 정부통합전산센터장을 역임할 때도 클라우드 기반의 전산통합 환경을 구축하고 통합보안관제센터를 구축·운영해 편리하고 안전한 원스톱 전자정부 서비스 실현에 크게 기여했다.
장광수 원장은 “2012년 6월 25일 UN본부에서 세계 1위 상장과 트로피를 수상하던 그 당시를 생각하면 남다른 벅찬 감회를 느낀다”며 “앞으로 제4차산업혁명과 인공지능의 시대에 국민중심의 지능형 전자정부 구현을 통해 한국 전자정부가 글로벌 행정한류로서 세계 속에 우뚝 서기를 바란다”고 소감을 밝혔다
 전자정부 50주년사 사어버 홍보관 명예의 전당 링크